# New York Amsterdam News
The New York Amsterdam News es un periódico semanal dirigido por la comunidad afrodescendiente de la Ciudad de Nueva York. Fue fundado el 4 de diciembre de 1909 por James Henry Anderson en el Harlem. En su apogeo en los años 1940s tenía una circulación de 100.000 ejemplares y fue uno de los cuatro principales periódicos afroamericanos en los Estados Unidos. El periódico ha publicado columnas de personajes memorables como W. E. B. Du Bois, Roy Wilkins, Adam Clayton Powell, Jr. y Malcolm X.
En 1979 el periódico cambió de periódico de gran formato a formato tabloide. El actual editor es Elinor Tatum, hija de Wilbert "Bill" Tatum.